# Alexeter
Alexeter är ett släkte av steklar som beskrevs av Förster 1869. Alexeter ingår i familjen brokparasitsteklar.

## Dottertaxa tillAlexeter, i alfabetisk ordning[1][2]
- Alexeter albicoxis
- Alexeter albilabris
- Alexeter albocoxatus
- Alexeter angularis
- Alexeter attenuatus
- Alexeter canaliculatus
- Alexeter clavator
- Alexeter coxalis
- Alexeter daisetsuzanus
- Alexeter difficilis
- Alexeter dorogawensis
- Alexeter erythrocerops
- Alexeter erythrocerus
- Alexeter fallax
- Alexeter gracilentus
- Alexeter hypargyrici
- Alexeter improbus
- Alexeter innoxius
- Alexeter lucens
- Alexeter luteifrons
- Alexeter mixticolor
- Alexeter montanoi
- Alexeter multicolor
- Alexeter mutator
- Alexeter nebulator
- Alexeter niger
- Alexeter notatus
- Alexeter obscuricolor
- Alexeter padillai
- Alexeter pubescens
- Alexeter rapidator
- Alexeter rapinator
- Alexeter salgadoi
- Alexeter scapularis
- Alexeter sectator
- Alexeter segmentarius
- Alexeter shakojiensis